# FAMAE VOLCANO-F
La FAMAE VOLCANO-F es una pistola semiautomática fabricada en Chile por la empresa Fábricas y Maestranzas del Ejército de Chile (FAMAE). Anunciada durante el año 2020 como un modelo prototipo denominado inicialmente "Vulcano" y estrenada en abril del año 2022 con ocasión de la Expo FIDAE con su nombre oficial "VOLCANO-F".

## Historia

### Desarrollo de FAMAE VOLCANO-F
El proyecto fue anunciado por FAMAE de  manera pública el año 2020. El objetivo de este proyecto era satisfacer la demanda de armas de fuego de puño en el mercado chileno, tanto para las fuerzas de orden y seguridad, fuerzas armadas como para civiles que busquen un arma confiable para defensa del hogar.

## Detalles de diseño
La FAMAE VOLCANO-F es un arma construida con materia prima de alta aleación proveniente de Italia, lo que le brinda gran resistencia al estrés físico y ambiental propio del uso.